# Honda NSR 500
La NSR 500 è stata la moto da competizione presentata dalla casa giapponese Honda per gareggiare nella Classe 500 del motomondiale; è stata utilizzata dal motomondiale 1984 fino all'avvento della nuova MotoGP.

## Storia

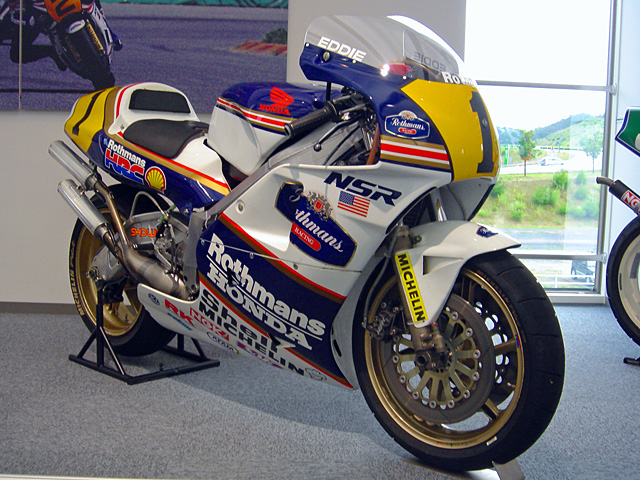
La NSR 500 di Eddie Lawson nella stagione 1989

Erede designata della tricilindrica Honda NS 500 con cui la casa nipponica si era ripresentata nel motomondiale con un modello dotato di motore a due tempi, venne sviluppata dalla struttura sportiva HRC e portata in gara per la prima volta nella stagione 1984; in questo primo anno il pilota ufficiale Freddie Spencer utilizzò alternativamente i due modelli e la NSR soppiantò definitivamente la progenitrice in seno alla squadra ufficiale a partire dal motomondiale 1985. Curiosamente, durante quell'anno di gare al via dei singoli gran premi non era raro avere tre modelli diversi di Honda; oltre alla "NS" e alla "NSR", alcuni piloti privati portavano in gara il modello "RS" derivato dalla NS.
Era dotata di un telaio perimetrale in alluminio, di un propulsore 4 cilindri a V con angolo tra le bancate di 90° (portato a 112° in versioni successive), raffreddato a liquido e con un singolo albero motore; la cilindrata era di 499,5 cm³, la potenza dichiarata di oltre 140  CV e il peso a secco della moto era di 119 kg.
Dopo aver vinto il primo titolo mondiale piloti e costruttori nel 1985 con Freddie Spencer (che si assicurò nella stessa annata anche il titolo della classe 250 in sella alla Honda RS 250 R), si dovette attendere il motomondiale 1987 per vedere nuovamente la NSR in testa al campionato: fu l'australiano Wayne Gardner ad aggiudicarsi il titolo piloti, quello costruttori fu invece in questa occasione appannaggio della Yamaha.
Il 1989 vide invece nuovamente un doppio titolo con Eddie Lawson che si aggiudicò quello piloti. Il periodo migliore fu quello tra il 1994 e il 1999 con sei titoli costruttori consecutivi e altrettanti titoli piloti, 5 consecutivi con Mick Doohan e l'ultimo con Àlex Crivillé.
La sua carriera nel mondo del motociclismo ad alto livello ebbe termine nel 2002 con l'avvento delle nuove MotoGP e della sua sostituta, la Honda RC211V. La stagione 2001, l'ultima della Classe 500, vide però la NSR cogliere ancora un alloro con Valentino Rossi alla guida. Le ultime presenze furono ancora nel 2002 portata in gara solo da un team satellite.
Oltre che dai vincitori dei titoli mondiali, venne condotta alla vittoria da molteplici piloti tra i quali Tadayuki Okada, Sete Gibernau, Pierfrancesco Chili, Luca Cadalora, Max Biaggi e Carlos Checa, solo per citarne alcuni.
Tra i vari sviluppi tecnici durante gli anni, nel 1994 la moto venne arricchita da un sistema d'iniezione d'acqua allo scarico che permette al motore di avere più potenza ai regimi più bassi, questo perché il sistema permette d'aumentare l'accordatura della camera d'espansione.
Nell'ultima versione portata in gara veniva dichiarata una potenza di oltre 200 CV.
Nei quasi vent'anni di attività la NSR riuscì ad aggiudicarsi un totale di 14 titoli costruttori e 11 titoli piloti, con il record di vittorie ottenuto nel 1997 con 15 vittorie su 15 in un'unica stagione.
Prendendo spunto dal progetto NSR venne presentata da Honda una serie di motociclette di normale produzione che richiamavano esteticamente i modelli da gara e prendevano la denominazione di Honda NSR. Per essere utilizzata dai piloti privati venne anche preparata la Honda NSR 500 V2 in configurazione bicilindrica.

## Successi
10 Campionati Mondiali Piloti: 
- 5 Mick Doohan (1994, 1995, 1996, 1997, 1998)
- 1 Freddie Spencer (1985)
- 1 Wayne Gardner (1987)
- 1 Eddie Lawson (1989)
- 1 Àlex Crivillé (1999)
- 1 Valentino Rossi (2001)

11 Campionati Costruttori (1984, 1985, 1989, 1992, 1994, 1995, 1996, 1997, 1998, 1999, 2001)
133 vittorie:
- 1984: 5 (Spencer 5)
- 1985: 7 (Spencer 7)
- 1986: 3 (Gardner 3)
- 1987: 7 (Gardner 7)
- 1988: 4 (Gardner 4)
- 1989: 6 (Lawson 4, Gardner 1, Chili 1)
- 1990: 3 (Gardner 2, Doohan 1)
- 1991: 3 (Doohan 3)
- 1992: 7 (Doohan 5, Crivillé 1, Gardner 1)
- 1993: 2 (Beattie 1, Doohan 1)
- 1994: 9 (Doohan 9)
- 1995: 9 (Doohan 7, Puig 1, Crivillé 1)
- 1996: 13 (Doohan 8, Cadalora 2, Crivillé 2, Checa 1)
- 1997: 15 (Doohan 12, Crivillé 2, Okada 1)
- 1998: 13 (Doohan 8, Biaggi 2, Crivillé 2, Checa 1)
- 1999: 9 (Crivillé 6, Okada 3)
- 2000: 6 (Barros 2, Rossi 2, Crivillé 1, Capirossi 1)
- 2001: 12 (Rossi 11, Barros 1)